# Molpa (antike Stadt)

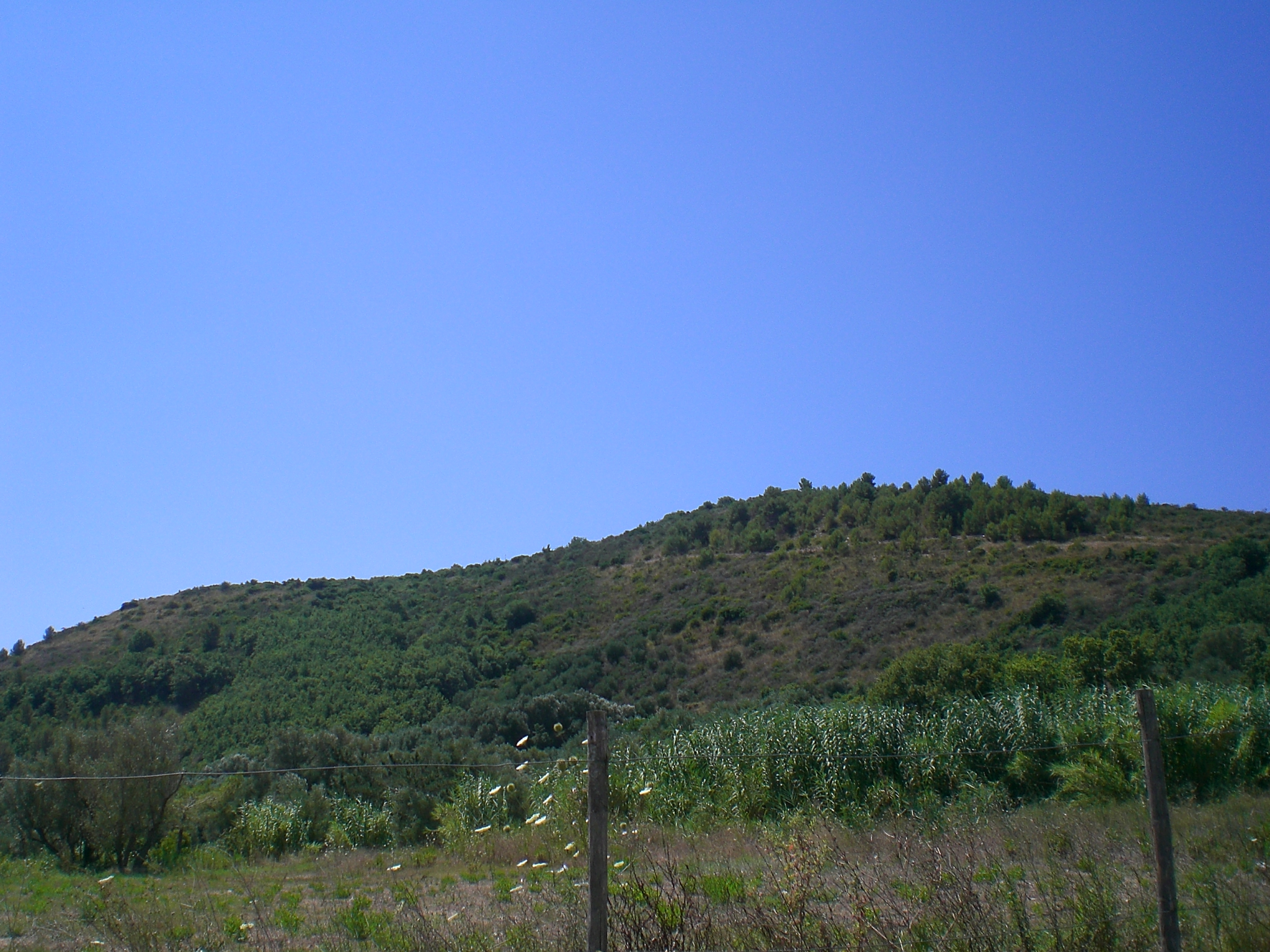
Der Hügel von Molpa

Die antike Stadt Molpa war eine griechische Kolonialstadt (wie auch Poseidonia (heute Paestum), Elea (Velia) und Pixunte), gegründet etwa im 6. Jahrhundert v. Chr. Sie befand sich in der Nähe von Palinuro (Italien, Region Cilento, antikes Lukanien). Der Name ist mit dem Castello di Molpa (mittelalterliche Burg aus dem 15. Jahrhundert, heute verfallen) erhalten geblieben.

## Name
Der Name könnte vom griechischen Wort molpaios (gr. μολπαῖος; zum Gesange gehörig) abgeleitet sein. Eine Touristenseite schreibt dazu:
Molpa galt als Wohnstätte der Sirenen, der mit Frauenköpfen und Fischschwänzen ausgestatteten Meeresgöttinnen. In der Odyssee heißt es, dass Odysseus seine Gefährten sich die Ohren zu verstopfen ließ, während er selbst sich an den Mast seines Schiffes fest binden ließ, um ungefährdet an der Klippe vorbei fahren zu können. Aus Gram darüber verwandelte sich Molpea, eine der Sirenen, in einen Felsen. Die Sirenen, die mit ihrem zauberhaften Gesang die Seefahrer bestrickten, sind in den vom Meerwasser geglätteten Felsen verewigt.

## Lage
Die strategisch-geografische Lage an den Flüssen Mingardo und Lambro wurde von den Lukanern und Oenotrern, wie auch von den Griechen und Römern geschätzt. Die enge Verbindung insbesondere mit Palinouros zeigt sich in den Münzen mit der Prägung PAL und MOL (PAL für Palinouros und MOL für Molpa). 
Unter den Ruinen der Burg von Molpa findet man die Grotta delle Ossa (Knochengrotte), eine Grotte mit Stalagmiten und Stalaktiten, die den prähistorischen Bewohnern des Quartär einst als sicherer Zufluchtsort gedient haben muss, wie die gefundenen Steinwaffen und Knochenfragmente von Menschen und Tieren bezeugen.